# Levoča (nádraží)
Levoča je železniční stanice na Slovensku, která se nachází na okraji stejnojmenného města v ulici Železničný riadok. Leží na trati 186 vedoucí ze Spišské Nové Vsi. Osobní doprava zde byla zastavena roku 2003, přesto je trať v mapě Železniční společnosti Slovensko nadále (2018) uváděna. Do roku 2010 sem mířily jen vlaky nákladní. Osobní vlaky nebyly pravidelné, jezdily do Levoče jen, když se konala pouť na Mariánskou horu.

## Budova stanice
Samotná budova stanice je dvojpodlažní. V přízemí se nacházely prostory spojené s vypravováním vlaků, v patře jsou bytové jednotky (jeden dvojpokojový a dva třípokojové byty). Dnes je stavba chátrá a přespávají v ní bezdomovci. V současnosti ŽSR jedná s městem Levoča ohledně využití této nemovitosti.

## Nehody
Dne 19. května 1953 při manipulaci při posunu nákladního vlaku ve stanici došlo k samočinnému pohybu některých z nákladních vozů. Stanice ve Spišské Nové Vsi však o této události informována nebyla a vypravila osobní vlak směrem do Levoči. V rychlosti 80 km/h došlo k nárazu. Na místě zemřeli 3 lidí, dalších 34 byl zraněných. Bezprostředně po incidentu byli strojvedoucí zadrženi státní bezpečností.